# Ranunculus peltatus
Ranunculus peltatus — вид квіткових рослин родини жовтецевих (Ranunculaceae). Ареал: Європа, Північна Африка, Західна й Центральна Азія.

## Екологія
Населяє ставки, басейни, часто також водотоки від низин (рідше) до передгірних районів.

## Морфологічна характеристика
Однорічна або багаторічна трав'яниста рослина з розгалуженим голим стеблом завдовжки 30–150 см. Листки бувають двох типів – ниткоподібні, коротші за стеблові, довжиною 3–5 см, з розпростертими у воді сегментами, а після висмикування з води конічно зближуються в китиці, з черешком до 2.5 см, і листоподібні, що утворюються на поверхні й іноді мають ниркоподібну або округлу форму у наземних форм, 25–40 мм ушир, переважно до 1/3 розділені, найчастіше 3–5-лопатеві, з черешком до 9 см. Прилистки від яйцеподібних до трикутних. Квітконоси зазвичай довші 5 см. Квітки двостатеві й радіально-симетричні. Чашолистки 2.5–6 мм завдовжки, здебільшого притиснуті до віночка, пелюстки віночка білі, 5–17(20) мм завдовжки, краями перекриваються й мають характерні грушоподібні або серпоподібні нектарники, тичинок до 40. Плід — полім'янка, 4 мм у діаметрі; сім'янки спочатку запушені, потім голі, з дуже коротким верхівковим дзьобом; кожна сім'янка містить одне насіння; разом вони утворюють кулясту головку, розташовану на верхівці квітконосу. 2n=16,32,48.

## Отруйність
Рослини містять анемонін; речовина, токсична для тварин і людини. Насправді травоїдні тварини їдять листки цих рослин з великими труднощами і лише після гарної просушки (сінотрава), яка випаровує найнебезпечніші речовини. Навіть бджоли уникають збирати нектар з рослини. На шкірі людини ці рослини можуть утворювати пухирі (дерматит), а перебуваючи в роті вони можуть викликати сильний біль і печіння слизових оболонок.